# Polohî
Polohî (în ucraineană Пологи) este orașul raional de reședință al raionului Polohî din regiunea Zaporijjea, Ucraina. În afara localității principale, nu cuprinde și alte sate. În secolul al XIX-lea, satul făcea parte din volostul Polohî uezdul Oleksandrivsk.

## Demografie
Componența lingvistică a orașului Polohî
     Ucraineană (90,59%)
     Rusă (8,76%)
     Alte limbi (0,16%)
Conform recensământului din 2001, majoritatea populației orașului Polohî era vorbitoare de ucraineană (90,59%), existând în minoritate și vorbitori de rusă (8,76%).